# Stelis phaeoptera
Espèce
Stelis phaeoptera  est une espèce d'insectes hyménoptères de la famille des Megachilidae, du genre Stelis.

## Liste des sous-espèces
Selon Catalogue of Life (31 juillet 2016) :
- sous-espèce Stelis phaeoptera murina Pérez, 1884
- sous-espèce Stelis phaeoptera phaeoptera (Kirby, 1802)